# Planckova síla
Planckova síla je odvozená jednotka síly vyplývající z definice základních Planckových jednotek pro čas, délku a hmotnost. Jde o přirozenou jednotku hybnosti dělenou přirozenou jednotkou času.
{\displaystyle F_{\text{P}}={\frac {m_{\text{P}}c}{t_{\text{P}}}}={\frac {c^{4}}{G}}=1.210295\times 10^{44}{\mbox{ N.}}}

## Další odvozeniny
Planckova síla je také spojována s ekvivalencí gravitační potenciální energie a elektromagnetické energie a v tomto kontextu může být chápána jako síla, která omezuje vlastní gravitační hmotu na polovinu jejího Schwarzschildova poloměru:
{\displaystyle F_{\text{P}}={\frac {Gm^{2}}{r_{\text{G}}^{2}}}},
{\displaystyle r_{\text{G}}={\frac {r_{\text{s}}}{2}}={\frac {Gm}{c^{2}}}.},
kde G je gravitační konstanta, c je rychlost světla, m je libovolná hmotnost a rG je polovina Schwarzschildova poloměru r,s pro danou hmotnost.
Od rozměru síly je také odvozen poměr energie a délky. Planckova síla může být vypočtena jako energie dělená polovinou Schwarzschildova poloměru:
{\displaystyle F_{\text{P}}={\frac {mc^{2}}{\frac {Gm}{c^{2}}}}={\frac {c^{4}}{G}}.}
Jak bylo uvedeno výše, Planckova síla má unikátní spojení s Planckovou hmotností. Tato jedinečná asociace se také projevuje, když se síla vypočítává jako jakákoli energie dělená redukovanou Comptonovou vlnovou délkou (redukovaná o 2π) o stejné energii:
{\displaystyle F={\frac {mc^{2}}{\frac {\hbar }{mc}}}={\frac {m^{2}c^{3}}{\hbar }}.}
Tady tato síla je odlišná pro každou hmotu (například u elektronu je síla zodpovědná za Schwingerův efekt). To je Planckova síla pouze pro Planckovu hmotnost (přibližně 2.18 × 10−8 kg). To vyplývá ze skutečnosti, že Planckova délka je redukovaná Comptonova vlnová délka rovná polovině Schwarzschildova poloměru Planckovy hmotnosti:
{\displaystyle {\frac {\hbar }{m_{\text{P}}c}}={\frac {Gm_{\text{P}}}{c^{2}}}}
což zase vyplývá z jiného vztahu zásadního významu:
{\displaystyle c\hbar =Gm_{\text{P}}^{2}.}

## Obecná relativita
Planckova síla je často užitečná ve vědeckých výpočtech jako poměr elektromagnetické energie a gravitační délky. Tak například se objevuje v Einsteinových polních rovnicích, popisujících vlastnosti gravitačního pole obklopujícího danou hmotu:
{\displaystyle G_{\mu \nu }=8\pi {\frac {G}{c^{4}}}T_{\mu \nu }}
kde {\displaystyle G_{\mu \nu }} je Einsteinův tenzor a {\displaystyle T_{\mu \nu }} je tenzor energie a hybnosti.

## Planckova síla jako konstanta napětí prostoročasu
Podle nového výzkumu může být  Planckova síla konstantou napětí prostoročasu:
{\displaystyle A^{\mu \nu }={\frac {1}{G_{\mu \nu }}}} kde {\displaystyle A^{\mu \nu }} je Estakhrův tenzor, což je inverzní Einsteinův tenzor. Takže se pak v jiné reprezentaci Einsteinových polních rovnic: {\displaystyle 8\pi T_{\mu \nu }A^{\mu \nu }=F_{p}} ukáže být Planckova síla vlastně "konstantou napětí prostoročasu" {\displaystyle F_{p}=T=}
konstanta.